# CGTNロシア語
CGTNロシア語（シージー ティーエヌロシアご、ロシア語: CGTN-Русский、英語: CGTN-Russian、簡体字中国語: 中国环球电视网俄语频道）は中華人民共和国の国営テレビ局中国中央電視台の中国国際電視台のロシア語による国際ニュース放送チャンネルである。24時間放送を行なっている。かつては「CCTV-Pусский」として知られていた。

## 沿革
2009年9月10日に放送を開始。中国の視点によってニュースと情報を世界の視聴者に放送している。
2016年12月31日、「CCTV-Pусский」が「CGTN Pусский」に改名された。中国・北京を始め、アメリカ・ワシントンとイギリス・ロンドン、ケニア・ナイロビに制作拠点を持っている。

## 日本での視聴方法
- インターネット放送で視聴可能（リアルタイム）

なおインターネット放送はインターネット回線を使用しているため、30秒～1分程度のタイムラグがある。また回線の状況によっては映像が乱れたり表示されないことがある